# Umgehung Ioanninas

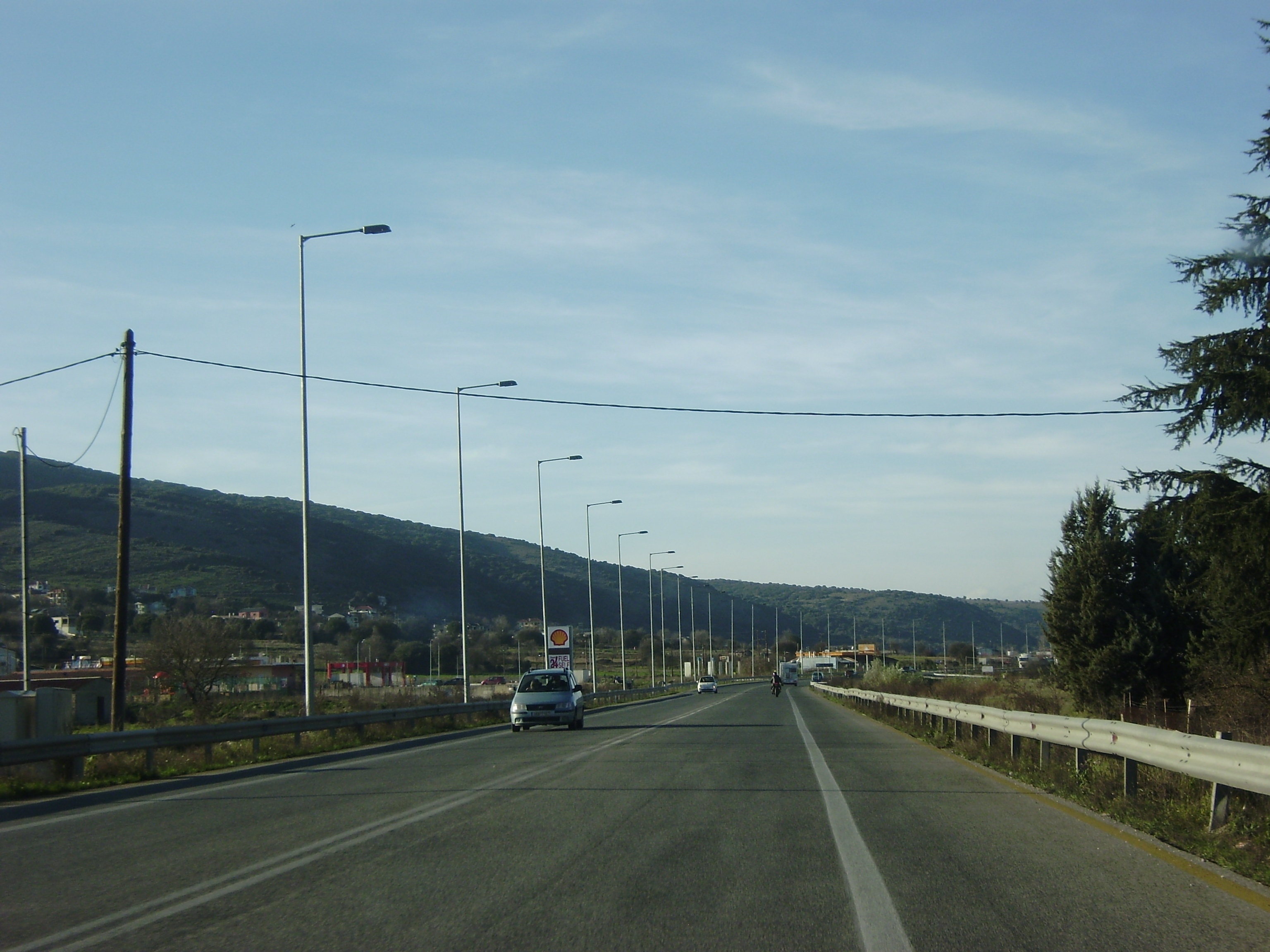
Umgehung von Ioannina

Die Periferiaki Odos Ioanninon (griechisch Περιφερειακή Όδος Ιωαννίνων ‚Umgehungsstraße Ioanninas‘, kurz ΠΟΙ) ist die Westumgehung von Ioannina, dem Verwaltungssitz der griechischen Region Epirus.

## Verlauf
Die Straße zweigt beim Nationalen Epirotischen Sport-Zentrum (Πανηπειρωτικό Εθνικό Αθλητικό Κέντρο) im Süden Ioanninas von der Europastraße 951 bzw. Nationalstraße 5 nach Westen ab. Im weiteren Verlauf wendet sie sich zunächst nach Nordwesten, nach etwa 8,3 km nach Nordosten, kreuzt die Nationalstraßen 6 und 20 und endet am Flughafen Ioannina. Die Gesamtlänge beträgt etwa 11 km.

## Eigenschaften
Die Straße ist eine Schnellstraße (zwei Spuren mit einer Standspur, Gegenverkehr ohne Mittelstreifen). Die Geschwindigkeitsbegrenzung liegt bei 90 km/h.